# Sorley MacLean

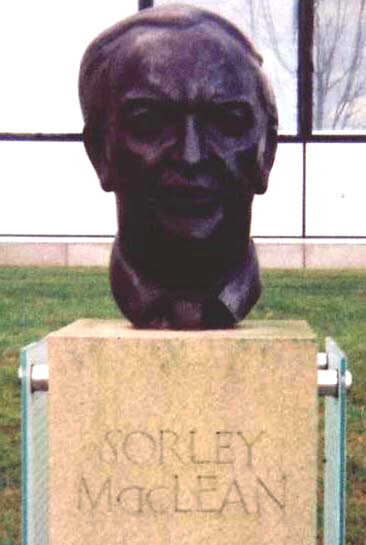
Sorley-MacLean-Büste in South Gyle

Sorley MacLean (Gälisch: Somhairle MacGill-Eain; * 26. Oktober 1911 auf Raasay, Innere Hebriden; † 24. November 1996 in Inverness, Highland) war ein schottischer Dichter, der seine Gedichte in gälischer Sprache verfasste und 1990 mit der Queen’s Gold Medal for Poetry ausgezeichnet wurde.

## Leben
Nach dem Besuch von Schulen auf Raasay und der Insel Skye studierte er Anglistik an der University of Edinburgh, wo er bereits als Student seine dichterische Tätigkeit begann und zum Ende der 1930er Jahre bereits einen Ruf innerhalb der schottischen Literaturszene besaß. 1940 veröffentlichte er gemeinsam mit Robert Garioch den Gedichtband Seventeen Poems for Sixpence als Handdruck. Im Zweiten Weltkrieg leistete er seinen Militärdienst in der British Army und nahm während des Afrikafeldzuges an den Schlachten von El Alamein teil und erlitt dort schwere Verwundungen.
Nachdem er von seinen Verletzungen genesen war, veröffentlichte er 1943 Dáin do Eimhir (Poems to Eimhir), das viele seiner Liebesgedichte an die legendäre Eimhir aus den frühen irischen Sagas enthielt und auch in späteren Ausgaben noch breite Beachtung und Anerkennung fand. Beeinflusst durch die metaphysischen Dichter, aber auch von der keltischen Mythologie und der traditionellen gälischen Musik, belebte MacLean die gälische Literatursprache und Tradition wieder neu, während sein Freund Hugh MacDiarmid die schottische Sprache als seriöse literarische Sprache wieder einsetzte. Während dieser Zeit gehörte er auch zur Celtic League und war häufig Autor von Artikeln in deren Vierteljahresschrift Carn. 
MacLean, der bis zu seinem Ruhestand 1972 als Lehrer und Schulrektor arbeitete, veröffentlichte 1977 mit Reothairt is Contraigh (Spring Tide and Neap Tide) seine bedeutendste Gedichtsammlung. Zahlreiche seiner Gedichte wurde in zweisprachigen Ausgaben weltweit veröffentlicht. Nachdem 1989 der Sammelband Collected Poems erschienen war, wurde er 1990 mit der Queen’s Gold Medal for Poetry ausgezeichnet. Seit 1992 war er Ehrenmitglied (Honorary Fellow) der Royal Society of Edinburgh. MacLean verstand sich zeitlebens als Sozialist.

## Veröffentlichungen
- Seventeen poems for sixpence, 1940
- Dain do Eimhir, 1943
- Poems to Eimhir, 1971
- Spring tide and neap tide, 1977
- Reothairt is contraigh, 1985
- Ris a'bhruthaich, 1985
- Auld Alliance poetry reading, 1985
- 14 poems of Sorley MacLean, 1986
- From Wood to Ridge, 1989
- O choille gu bearradh, 1991
- Eimhir, 1999

## Hintergrundliteratur
- T. McCaughey: The History of Scottish Literatur, Band 4, 1987
- Joy Hendry: Gaidhealtachd and Sorley MacLean (Chapman Magazine), 1992, ISBN 9780906772409